# Androció (historiador)
Androció (en grec antic: Ἀνδροτίων; en llatí: Androtion) fou un historiador atenès que va escriure una història sobre l'Àtica esmentada sovint pels antics autors com Pausànies, Ammià Marcel·lí, Plutarc i altres, que n'han conservat fragments. La primera edició moderna és de l'any 1811 juntament amb altres fragments de Filòcor.